# Dacryodes buettneri
Dacryodes buettneri är en tvåhjärtbladig växtart som först beskrevs av Adolf Engler, och fick sitt nu gällande namn av Herman Johannes Lam. Dacryodes buettneri ingår i släktet Dacryodes och familjen Burseraceae. Inga underarter finns listade i Catalogue of Life.